# Hennersdorf
Hennersdorf osztrák község Alsó-Ausztria Mödlingi járásában. 2022 januárjában 1543 lakosa volt. 

## Elhelyezkedése

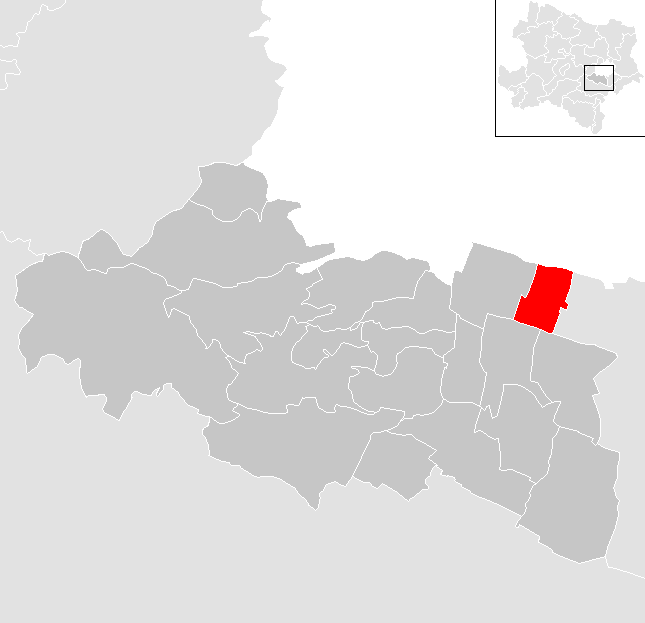
Hennersdorf a Mödlingi járásban

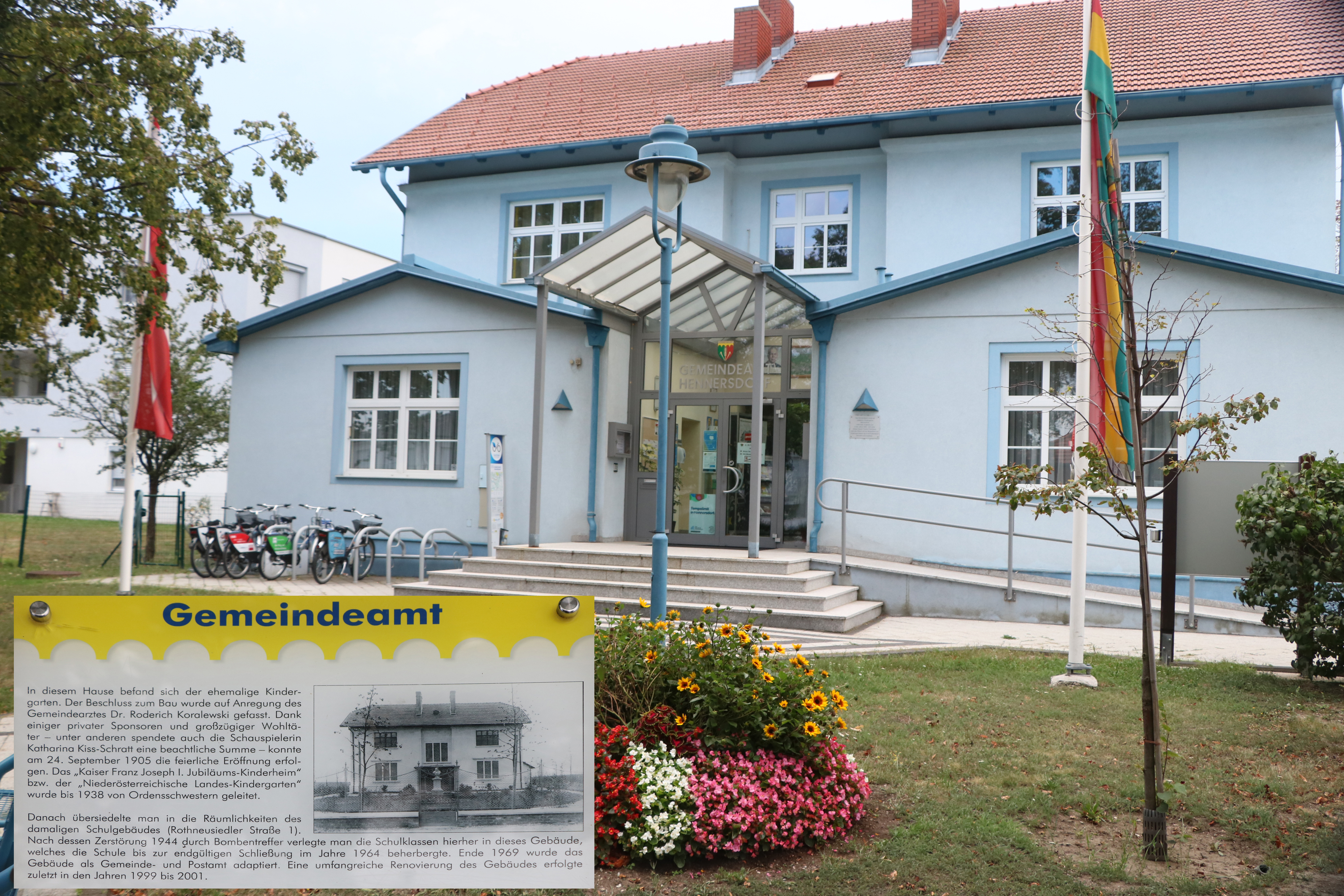
A községháza

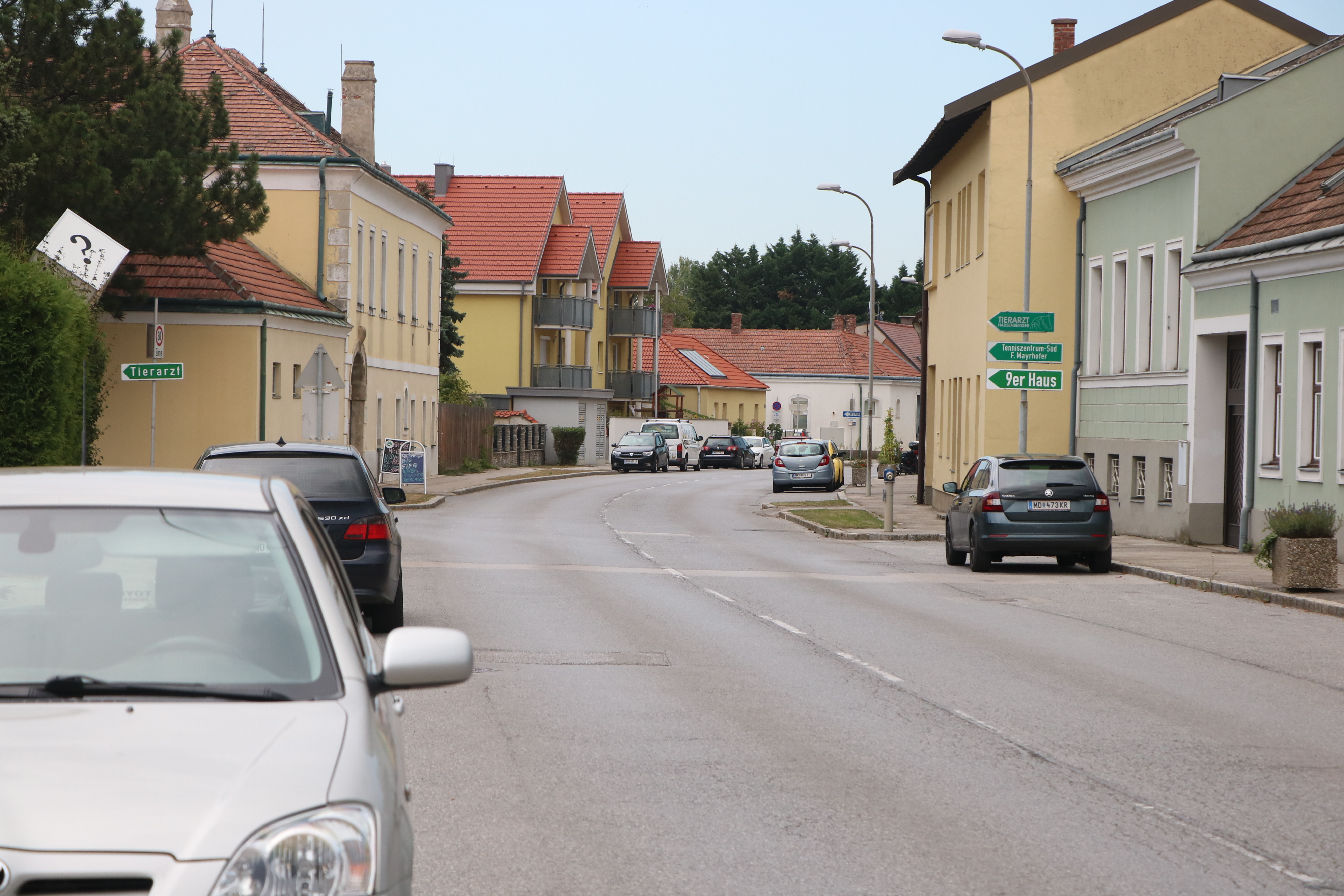
Hennersdorfi utca

Hennersdorf a tartomány Industrieviertel régiójában fekszik, a Bécsi-medence északnyugati részén, a Petersbach folyó mentén, Bécstől közvetlenül délre. Területének 1,7%-a erdő, 74,2% áll mezőgazdasági művelés alatt. Az önkormányzathoz egyetlen település és katasztrális község tartozik. 
A környező önkormányzatok: délkeletre Achau, délre Biedermannsdorf, nyugatra Vösendorf, északra Bécs 10. kerülete, keletre Leopoldsdorf.

## Története
Hennersdorfot 1114-ben említik először, egy bizonyos Weilandus de Honinesdorf tanúként szerepel a klosterneuburgi apátság egyik oklevelén. A falu a leopoldsdorfi uradalomhoz tartozott. 1529-ben és 1683-ban a Bécset ostromló törökök elpusztították a települést, 1809-ben Napóleon katonái fosztották ki. 
Hennersdorf községi önkormányzata 1850-ben alakult meg. A 19. század második felében egy téglagyárat (Wienerberger Ziegelfabriks- und Baugesellschaft, ma Wienerberger AG) alapítottak, amely a munkalehetőséggel számos betelepülőt vonzott Hennersdorfba. 
Az 1938-as Anschluss után a környező községek beolvasztásával létrehozták Nagy-Bécset; Hennersdorf is a főváros 24. kerületéhez került. Függetlenségét 1954-ben nyerte vissza. 

## Lakosság
A hennersdorfi önkormányzat területén 2022 januárjában 1543 fő élt. A lakosságszám 1991 óta stagnál. 2020-ban az ittlakók 92,5%-a volt osztrák állampolgár; a külföldiek közül 1,6% a régi (2004 előtti), 2,6% az új EU-tagállamokból érkezett. 2,4% az egykori Jugoszlávia (Szlovénia és Horvátország nélkül) vagy Törökország, 0,8% egyéb országok polgára volt. 2001-ben a lakosok 71,1%-a római katolikusnak, 4,9% evangélikusnak, 1,5% ortodoxnak, 20% pedig felekezeten kívülinek vallotta magát. ugyanekkor 6 magyar élt a községben; a legnagyobb nemzetiségi csoportot a németek (93,7%) mellett a szerbek alkották 1,4%-kal.
A népesség változása:

| 2016 | 1 521 |
| 2018 | 1 541 |

## Látnivalók
- a Szt. András-plébániatemplom

## Testvértelepülések
- Weil im Schönbuch (Németország)
- Jindřichov (Csehország)

## Fordítás
- Ez a szócikk részben vagy egészben  a   Hennersdorf című német Wikipédia-szócikk ezen változatának fordításán alapul.  Az eredeti cikk szerkesztőit annak laptörténete sorolja fel. Ez a jelzés csupán a megfogalmazás eredetét és a szerzői jogokat jelzi, nem szolgál a cikkben szereplő információk forrásmegjelöléseként.